# Seznam angolskih nogometašev
Seznam angolskih nogometašev.

## A
- José Águas
- Fabrice Akwa

## J
- Johnson Macaba
- Rui Jordão
- Jacinto João

## M
- Mantorras

## P
- Pedro Emanuel
- Fernando Peyroteo